# Doença de Carrión
Doença de Carrión, Febre de Oroya ou Verruga peruana é uma doença bacteriana causada pela bactéria Bartonella bacilliformis e transmitida por flebotomíneos do gênero Lutzomyia. É endêmica no Peru, Equador e Colômbia.

## Causa

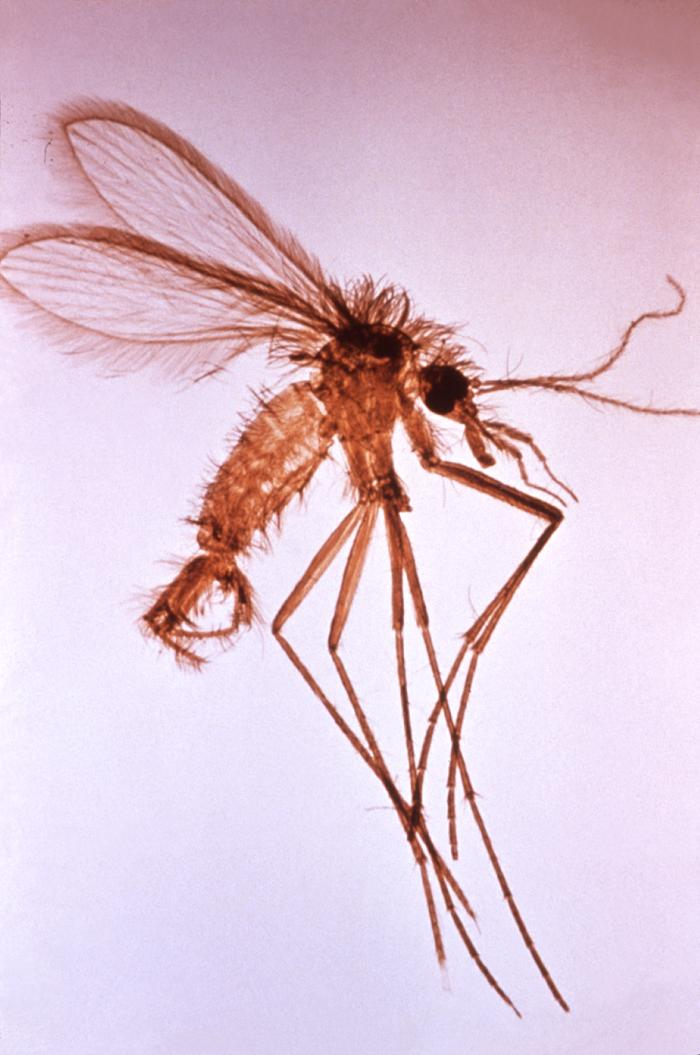
Mosquito transmissor da doença de Carrión.

É causado por Bartonella bacilliformis uma bactéria parasita, intracelular facultativa, pleomórfica, flageladas que infectam eritrócitos e células endoteliais humanas. É transmitido por mosquitos fêmeas Lutzomyia durante sua alimentação noturna de sangue.

## Sinais e sintomas
Os sintomas clínicos de bartoneloses são variados e pode ser assintomática. As duas apresentações clínicas clássicas são da fase aguda e da fase crônica. Os sintomas correspondem ao tipo de células hospedeiras invadidos pela bactéria (primeiro invade glóbulos vermelhos e depois invade células endoteliais). Assim possui duas fases:
- Fase aguda (Doença de Carrión): Geralmente ocorre febre persistente, mas com temperatura não superior a 39 ° C, palidez, mal-estar, fígado inchado (hepatomegalia), pele amarela (icterícia), gânglios linfáticos inchados (linfadenopatia) e baço inchado (esplenomegalia). Esta fase caracteriza-se por uma anemia hemolítica com imunossupressão temporária. As taxa de letalidade de pacientes não tratados ultrapassa 40%, chegando a quase 90% quando simultaneamente ocorre infecção oportunista (como Salmonelose).
- Fase crônica (Verruga Peruana): Fase eruptiva, caracterizada por proliferação de células endoteliais da pele conhecidas como "verrugas peruanas" associadas ao sangramento das verrugas, febre, mal-estar, dores nas articulações e musculares, perda de apetite, palidez, gânglios linfáticos inchados (linfadenopatia) e fígado e baço inchados (hepatoesplenomegalia). Dependendo do tamanho e características das lesões, há três tipos: miliares (1-4 mm), nodulares (subdérmicas) e mular (> 4mm). Lesões miliares são as mais comuns.

## Etimologia
Conhecida por povos pré-colombianos, pode ser vista em diversos monolitos e huaco (vasos incaicos). Matou muitos conquistadores espanhóis. Seu nome é em homenagem a Daniel Alcides Carrión, estudante peruano de medicina, portador de verruga peruana que a descreveu até sua morte. Oroya é uma cidade onde ocorreu um surto dessa doença em 1875.

## Tratamento
Os antibióticos recomendados durante a fase aguda são as quinolonas (como ciprofloxacina) ou cloranfenicol em adultos ou cloranfenicol mais um beta-lactâmicos em crianças. Para a fase crônica, Rifampicina ou macrolídeos são usados para tratar adultos e crianças.